# Vito Damico
Vito Damico (Barletta, 28 ottobre 1925 – Torino, 28 luglio 1994) è stato un politico e partigiano italiano.

## Biografia
Ancora bambino si trasferisce con la famiglia a Torino, dove conosce la realtà dell'emigrazione, sperimentando le discriminazioni e le difficoltà che al tempo caratterizzavano le prime grandi ondate verso il miraggio economico del Nord. Sono gli anni in cui conosce l'amico fraterno e poi compagno di impegno politico Beppe Pensati. Allievo Fiat prima (nel 1940), ed operaio (a Mirafiori dal 1941) del colosso automobilistico poi, trova nella fabbrica la propria seconda famiglia: la passione politica. Viene in contatto con gli ideali comunisti, ai quali è conquistato dalla passione di alcuni compagni di lavoro, attivi nella diffusione clandestina di materiale divulgativo e di libri. Si collega alla organizzazione comunista di fabbrica diretta da Leo Lanfranco. Con l'avvento della Guerra e la successiva occupazione nazista decide di "prendere la via dei monti", aderendo al FdG (Fronte della gioventù per l'indipendenza nazionale e per la libertà). Nel marzo 1943 partecipò all'organizzazione degli scioperi; nella primavera del 1944 entrò nella IV Brigata Garibaldi al Montoso (Cuneo); nel settembre dello stesso anno ebbe l'incarico di organizzare la Brigata Eugenio Curiel di Torino.
Dopo la liberazione, rientrato alla Mirafiori, divenne segretario della organizzazione comunista di fabbrica e poi segretario della Commissione interna. Membro della segreteria della Federazione del PCI di Torino, eletto nel Comitato centrale dall'8º al 15º congresso, al 16° è stato eletto nella Commissione centrale di controllo. Nel secondo dopoguerra fu attivo rappresentante sindacale della Fiom, componente della commissione Interna Fiat, nonché segretario della sezione del Partito Comunista Italiano di Mirafiori. Successivamente fu segretario del Comitato sindacale di fabbrica fino a quando la sua intensa attività di dirigente operaio conobbe una svolta nel 1950, anno del suo licenziamento per rappresaglia politica. Già dal 1947 era tra i componenti del comitato federale torinese del PCI.
All'VIII Congresso nazionale del Partito venne eletto nella segreteria regionale piemontese, venendo a distanza di poco eletto nel Consiglio Comunale di Torino. Consigliere comunale rimase fino al 1968, anno in cui cominciò la sua esperienza parlamentare. Membro della Camera dei deputati per la V e poi per la VI legislatura della Repubblica, ricoprì poi incarichi consultivi presso la Cassa di risparmio di Torino. Ha fatto parte del Consiglio di amministrazione della RAI ed è stato presidente della Sipra. Sua figlia, Laura, mantiene intatta la passione politica e l'attenzione del padre ai problemi del mondo operaio attraverso la propria opera di avvocato delle vittime da infortuni e malattie sul posto di lavoro.